# Apoštolské ostrovy
Apoštolské ostrovy (anglicky Apostle Islands) jsou skupina 22 ostrovů při jihozápadním pobřeží Hořejšího jezera (anglicky Lake Superior) v Severní Americe. Ostrovy se nacházejí v jižní oblasti jezera, která náleží Spojeným státům americkým, konkrétně okresu Bayfield (County Bayfield) na stejnojmenném poloostrově ve státě Wisconsin. Všechny ostrovy s výjimkou největšího z nich - ostrova Madeline, na němž má statut chráněného území jen Big Bay State Park - jsou součástí národního parku Apostle Islands National Lakeshore. Ostrov Madeline, jehož hlavním sídlem je La Pointe, je výjimkou též z administrativního hlediska - přináleží do wisconsinského okresu Ashland. Správa národního parku sídlí na adrese: 415 Washington Avenue, Bayfield, WI 54814.

## Charakteristika území
Hořejší jezero, největší z pěti Velkých jezer a druhé největší jezero světa, je proslulé svými čistými a chladnými vodami. Klima v okolí Bayfieldu je s dlouhými mrazivými zimami a krátkým horkým létem typické pro tuto geografickou polohu. Nejdeštivějšími obdobími zde jsou měsíce srpen a září (přes 100 mm srážek za měsíc).

### Geologie
Geologická skladba stovek menších i několika větších ostrovů a okolního pobřeží je rozmanitá - od magmatických hornin (např. kanadské ostrovy Michipicoten a největší ostrov Hořejšího jezera Isle Royale a čedičovými skalami a nalezišti měděných rud) až po pískovec a písčité pobřeží na jihu. Pískovec z jižních oblastí, například v kamenolomech na ostrovech Basswood a Stockton v Apoštolských ostrovech, býval těžen jako stavební kámen.

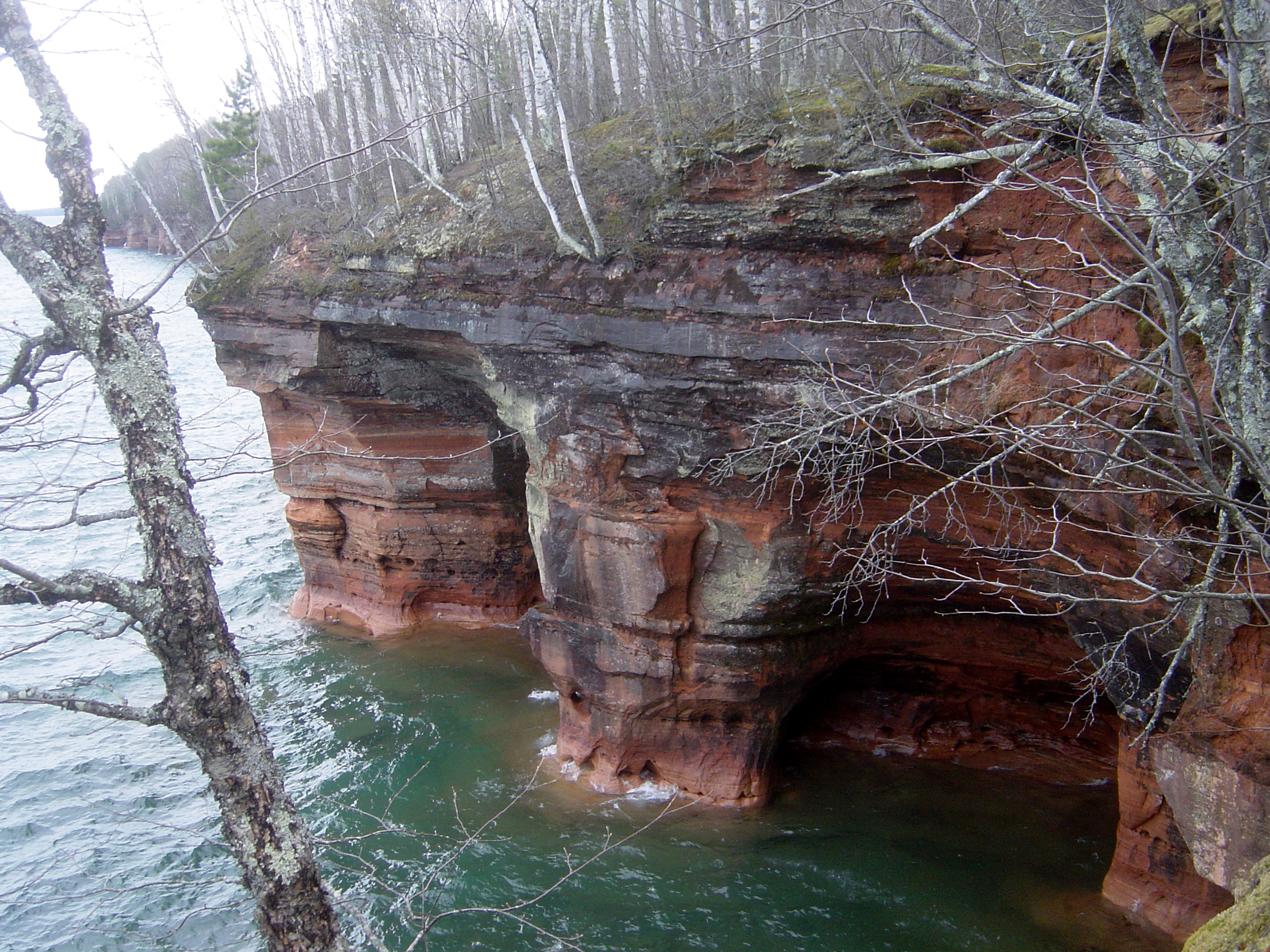
Pískovcové jeskyně na pobřeží poblíž Cornucopie

Unikátní jsou zejména nejrůznější pískovcové tvary, jako hluboké, částečně zaplavené jeskyně, sloupy, podzemní sály, průchody a chodby, které se vyskytují na ostrovech Devils Island a Sand Island v západní části souostroví a na severozápadním pobřeží poloostrova Bayfield v okolí zátoky Mawikwe Bay u osady Cornucopia.

### Souostroví 22 ostrovů
Souostroví tvoří tyto ostrovy (od západu k východu): Eagle Island, Sand Island, York Island, Bear Island, Devils Island, Rocky Island, South Twin Island, North Twin Island, Outer Island, Cat Island, Ironwood Island, Otter Island, Raspberry Island, Oak Island, Manitou Island, Stockton Island, Gull Island, Michigan Island, Hermit Island, Basswood Island, Long Island  a největší ostrov Madeline.

## Předmět ochrany
Federálním zákonem č. 91-424 ze dne 26. září 1970 bylo schváleno vyhlášení národního parku Apostle Islands National Lakeshore (v překladu Národní pobřeží Apoštolských ostrovů). Vyhlášení ochrany tohoto území vzešlo z popudu Gaylorda Nelsona, wisconsinského senátora za Demokratickou stranu, který byl mj. iniciátorem založení tradice oslav Dne Země. Chráněné území zahrnuje 21 ostrovů a cca 12 mil (19 kilometrů) dlouhý pás na jižním pobřeží Hořejšího jezera včetně pobřežních útesů a pláží. Prezident George W. Bush schválil 8. prosince 2004 zařazení 80% plochy Apostle Islands National Lakeshore do kategorie nejvyšší federální ochrany, tzv. National Wilderness Preservation System (národní rezervace - divočina).

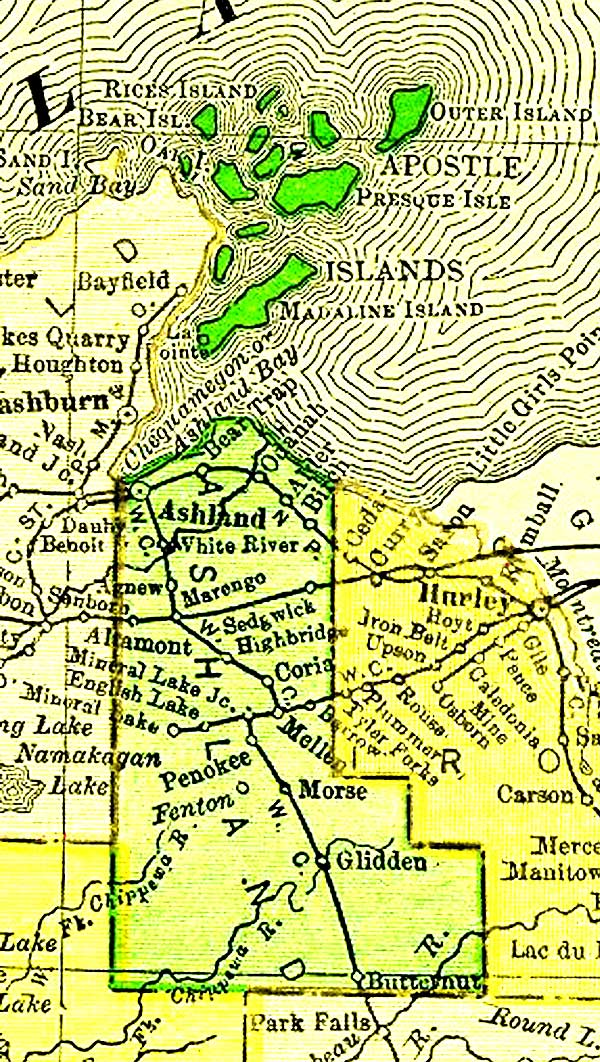
Apoštolské ostrovy na mapě z r. 1895

Chráněny nejsou jen geologické fenomény dané oblasti, ale také místní fauna a flóra, zejména pozůstatky původních lesů, které mají místy charakter pralesa. Chráněnou součástí národního parku jsou však i technické a stavební památky, dokumentující snahu někdejších osadníků o ovládnutí tohoto prostoru. Památkově chráněno je všech 8 majáků, stojících na šesti ostrovech v souostroví. Předmětem ochrany jsou i technické a výrobní stavby a bývalé provozy, jako například někdejší rybářská a dřevařská osada Manitou Camp na stejnojmenném ostrově nebo kamenolomy na ostrovech Hermit, Basswood či Stockton.

## Historie
Krajina kolem Hořejšího jezera byla po staletí domovem indiánského kmene Odžibvejů. Podle některých autorů Odžibvejové putovali již ve 14. století přes jezero na Royal Island, aby v tamějších nalezištích získali měď.
Předpokládá se, že v souladu s tradicí dávat nově objeveným místům posvátná jména, ostrovy pojmenovali jako "Apoštolské" francouzští jezuitští misionáři, kteří pronikli do této oblasti. Na pobřeží i na ostrovy postupně přicházeli noví osadníci z Evropy, například ze Skandinávie. Začalo se rozvíjet - zejména od druhé poloviny 19. století - ekonomické využití této oblasti, především těžba dřeva a kamene, s čímž souvisel rozvoj lodní dopravy na jezeře, včetně budování majáků a přístavů.

## Turismus
Národní park je oblíbeným cílem turistů a milovníků přírody. Na většině z ostrovů jsou k dispozici menší tábořiště i přístaviště, přičemž využití těchto služeb je zpoplatněno. V roce 2016 bylo statisticky podchyceno 183 796 návštěvníků národního parku, což z hlediska návštěvnosti řadilo Apoštolské ostrovy na 197. místo mezi 374 národními parky a národními památkami Spojených států amerických.

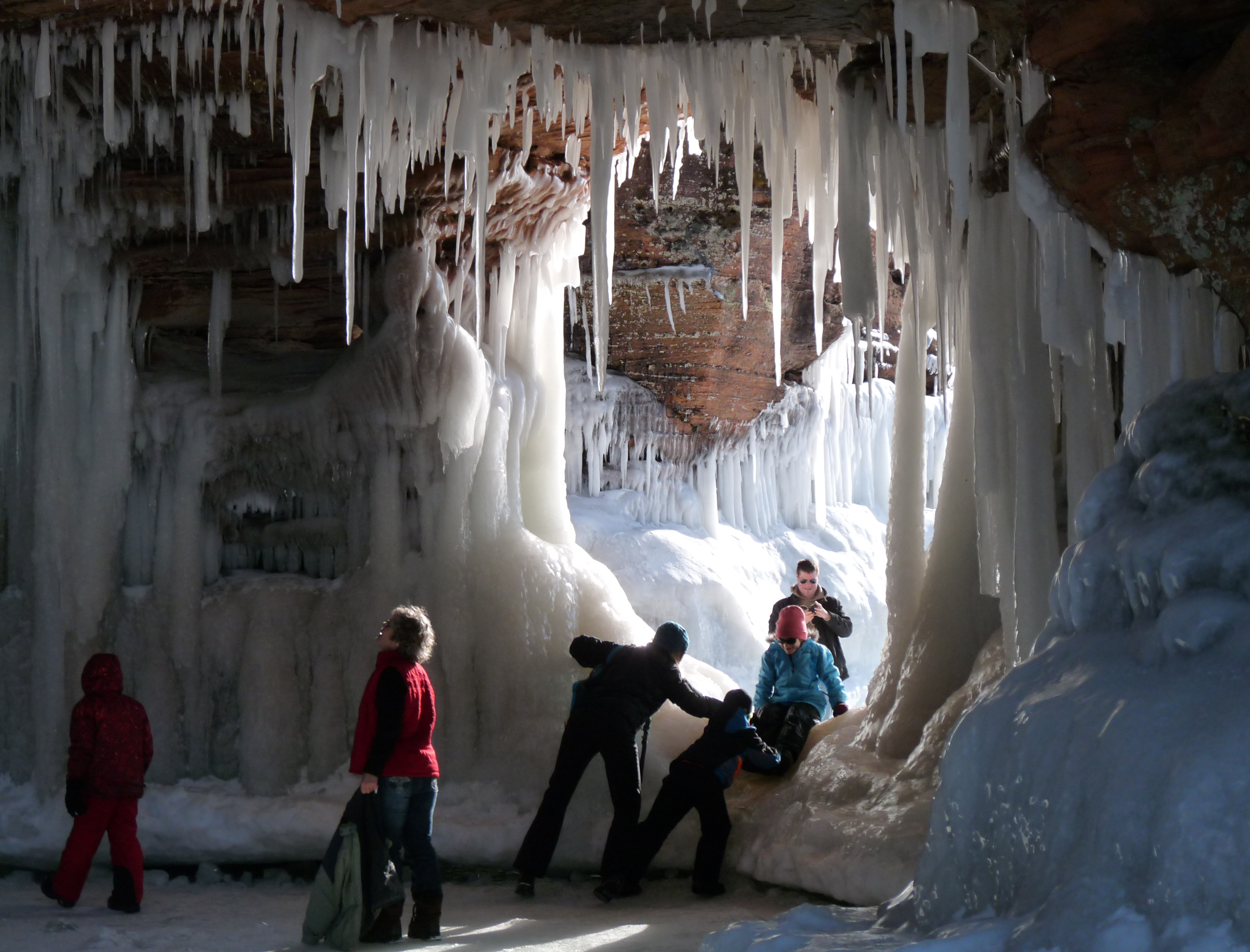
Jeskyně národního parku v zimě

Ostrovy je možné navštívit jednak pomocí vlastní dopravy (kajaky či větší lodě), jednak formou organizovaných exkurzí - například v období od června do konce srpna správa národního parku pořádá každodenní výletní plavby. Oblíbené jsou návštěvy majáků, přičemž nejpopulárnějším z nich je 13 metrů vysoký maják Sand Island Lighthouse, který byl jako jeden z prvních vybaven automatickým zařízením již v roce 1921.
Velmi vyhledávané jsou pískovcové jeskyně na pobřeží i v hloubi masívu Ďáblova (Devils Island) a Písečného (Sand Island) ostrova, a to nejen v létě, kdy jsou dostupné pomocí malých plavidel. V době, kdy je jezero zamrzlé a led dostatečně silný, se každoročně vydávají zástupy návštěvníků pěšky k pobřeží zmíněných ostrovů, aby zde spatřili neuvěřitelně pestrý svět skal, pokrytích tisíci ledových rampouchů a ledopádů. Podle statistických údajů při příznivých klimatických podmínkách dosahuje návštěvnost počtu tisíců turistů za jediný den.